# Chechu Mulero
Jesús Pablo Mulero Collantes (Bolaños de Campos, Valladolid, España, 30 de noviembre de 1968), más conocido como Chechu Mulero, es un entrenador de baloncesto y director deportivo español. Actualmente es director deportivo del KK Cedevita Olimpija de la ABA Liga.

## Trayectoria
Natural de Bolaños de Campos, comenzaría su trayectoria como entrenador en el CD La Guía Tordesillas, antes de ingresar en el Fórum Valladolid para dirigir en sus categorías inferiores y donde más tarde sería asistente del primer equipo formando parte de los cuerpos técnicos de Wayne Brabender, Paco García y Gustavo Aranzana.
En la temporada 2002-03, llegaría a ser primer entrenador del cuadro vallisoletano en Liga ACB.
En 2003, tras 17 años en el Fórum Valladolid, firma como entrenador ayudante en el Unicaja Málaga, del que sería ayudante de Paco Alonso y Sergio Scariolo.
En la temporada 2004-05, firma por el Pamesa Valencia para ser entrenador ayudante de Pablo Laso. En su primera campaña como taronja vio como Pablo Laso fue despedido en marzo de 2005 y dirigió al equipo como entrenador principal durante los últimos doce partidos de la temporada. Tras esa etapa en el primer asiento del banquillo taronja, volvió a su rol de ayudante con Ricard Casas, Fotis Katsikaris, Neven Spahija (con el que ganó la Eurocup 2010), Manolo Hussein, Svetislav Pešić, Paco Olmos y Velimir Perasovic (con el que levantó el título de la EuroCup 2014). En todo ese tiempo volvería a coger al equipo de manera interina en otras tres ocasiones, añadiendo otros cinco partidos a su experiencia como primer técnico taronja. En esos 17 compromisos en total, obtuvo un balance de 9-8.
El 18 de junio de 2014, firma como director deportivo del Valencia Basket, donde trabajaría durante 9 temporadas, con el objetivo de confeccionar plantillas largas y competitivas para disputar temporadas de Liga ACB y Euroliga.
El 7 de mayo de 2024, firma como director deportivo del KK Cedevita Olimpija de la ABA Liga.

## Clubs
- 1985-86. CD La Guía Tordesillas. Cadete.
- 1986-87. Fórum Valladolid. Infantil.
- 1987-88. Fórum Valladolid. Cadete.
- 1988-89. Fórum Valladolid. Infantil y Cadete.
- 1989-90. Fórum Valladolid. Cadete.
- 1990-91. Fórum Valladolid. Infantil.
- 1991-92. Fórum Valladolid. Cadete.
- 1992-93. Fórum Valladolid. Cadete.
- 1993-94. Fórum Valladolid. Cadete.
- 1994-95. Fórum Valladolid. ACB. Entrenador ayudante de Wayne Brabender
- 1995-96. Fórum Valladolid. ACB. Entrenador ayudante de Wayne Brabender
- 1996-97. Fórum Valladolid. ACB. Entrenador ayudante
- 1996. Fórum Valladolid. ACB. Se hace cargo del equipo el 12 de octubre y es ratificado el día 18.
- 1996. Fórum Valladolid. ACB. El 11 de diciembre es sustituido en el cargo por Paco García y vuelve a ser segundo entrenador
- 1997-98. Fórum Valladolid. ACB. Entrenador ayudante de Gustavo Aranzana
- 1998-99. Fórum Valladolid. ACB. Entrenador ayudante de Gustavo Aranzana
- 1999-00. Fórum Valladolid. ACB. Entrenador ayudante de Gustavo Aranzana
- 2000-01. Fórum Valladolid. ACB. Entrenador ayudante de Gustavo Aranzana
- 2001-02. Fórum Valladolid. ACB. Entrenador ayudante de Gustavo Aranzana
- 2002-03. Fórum Valladolid. ACB . Después de 11 partidos, el 20/12/02 es cesado y sustituido por Luis Casimiro
- 2003-04. Unicaja Málaga. ACB. Entrenador ayudante de Paco Alonso
- Oct. 2003. Unicaja. ACB. Se hace cargo del equipo provisionalmente.
- Nov. 2003. Unicaja. ACB. Entrenador ayudante de Sergio Scariolo
- 2004-05. Pamesa Valencia. ACB. Entrenador principal y entrenador ayudante de Pablo Laso y Ricard Casas.
- 2005-06. Pamesa Valencia. ACB. Entrenador ayudante de Ricard Casas
- 2006-07. Pamesa Valencia. ACB. Entrenador ayudante de Ricard Casas y Fotis Katsikaris
- 2007-08. Pamesa Valencia. ACB. Entrenador ayudante de Fotis Katsikaris
- 2008-09. Pamesa Valencia. ACB. Entrenador ayudante de Fotis Katsikaris y Neven Spahija
- 2009-10. Power Electronics Valencia. ACB, Copa del Rey y Eurocup
- 2010-11. Power Electronics Valencia. ACB, Copa del Rey, Supercopa y Euroleague. Entrenador ayudante de Manolo Hussein y Svetislav Pešić
- 2011-12. Valencia Basket. Liga Endesa y Eurocup. Entrenador ayudante de Paco Olmos y de Velimir Perasovic
- 2012-13. Valencia Basket. Liga Endesa, Copa del Rey, Supercopa Endesa y Eurocup. Entrenador ayudante de Velimir Perasovic
- 2013-14. Valencia Basket. Liga Endesa, Copa del Rey y Eurocup. Entrenador ayudante de Velimir Perasovic
- 2014-23 :Valencia Basket Club, director deportivo
- 2024-actualidad : KK Cedevita Olimpija, director deportivo

## Palmarés e historial
- 2009-10. Power Electronics Valencia. Eurocup. Campeón
- 2010-11. Power Electronics Valencia. Supercopa. Subcampeón
- 2011-12. Valencia Basket. Eurocup. Subcampeón
- 2012-13. Valencia Basket. Copa del Rey. Subcampeón
- 2013-14. Valencia Basket. Eurocup. Campeón